# Heiligenkalender

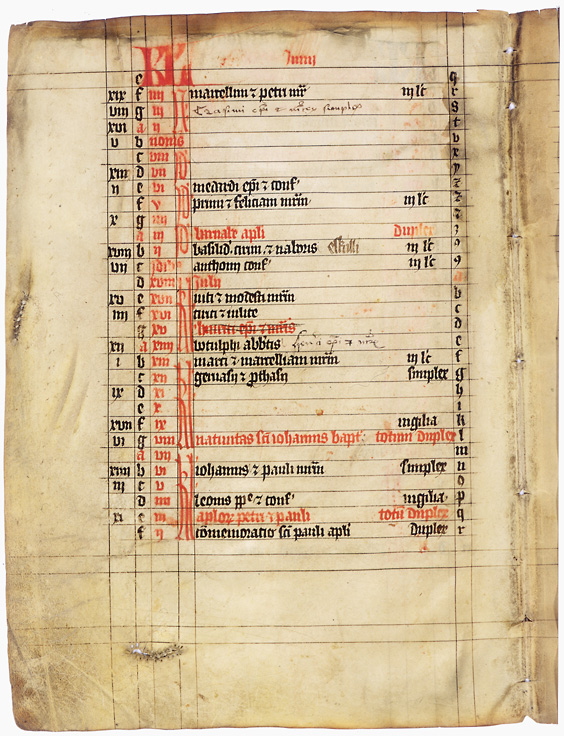
Heiligenkalender eines Dominikanerklosters in Turku, um 1340–1360. Die Seite zeigt den Monat Juni mit dem Gedenktag des hl. Bischofs Heinrich von Uppsala, dem Fest der Geburt Johannes des Täufers und dem Fest der Apostel Petrus und Paulus

Als Heiligenkalender wird das in der römisch-katholischen Kirche verwendete kalendarische Verzeichnis der Heiligen bezeichnet, das diesen jeweils einen Gedenktag zuordnet. Verwandt ist der Heiligenkalender mit dem Martyrologium, einem Verzeichnis von Märtyrern und anderen Heiligen, das meist eine kurze Zusammenfassung ihres Lebens und der Umstände ihres Todes enthält.

## Ursprung und Bedeutung
Ursprünglich sind Heiligenkalender Bestandteil liturgischer Bücher, die angeben, an welchen Tagen und nach welcher Ordnung in den Gottesdiensten bestimmter Heiliger gedacht wird. Nach der Vielzahl von liturgischen Traditionen in den verschiedenen Regionen der christlichen Kirche sowie in den liturgischen Büchern, die in bestimmten Ordensgemeinschaften oder einzelnen Klöstern Verwendung finden, gibt es eine Vielzahl von Heiligenkalendern.
Diese werden in der Regel als Sanctorale verfasst, das sind Bücher, die neben dem Kalenderdatum und dem Heiligen auch die Eigentexte (lateinisch: Proprium) des jeweiligen Heiligengedenkens verzeichnen. Der Heiligenkalender unterscheidet sich vom allgemeinen liturgischen Kalender (lateinisch: Temporale) auch dadurch, dass in ihm, anders als bei den Terminen des vom Osterfest abhängigen Festkreises, die Gedenktage ein festes Datum haben, also unbeweglich sind, wenn sie nicht durch ein anderes Fest verdrängt werden.

## Ordnung des Heiligenkalenders in der römisch-katholischen Kirche
Papst Pius V. hatte 1568/1570 im Zug der Umsetzung der Reformen des Konzils von Trient für die westliche katholische Kirche eine Regulierung eingeführt. Grundlage des von ihm eingeführten Kalenders mit 158 Heiligenfesten war der stadtrömische Kalender.
Dieser Kalender galt als Grundlage für die lateinische Liturgie der katholischen Kirche bis zu den Reformen im Zuge des Zweiten Vatikanischen Konzils, als 1969 die Grundordnung des Kirchenjahres und des neuen Römischen Generalkalenders eingeführt wurde und seitdem wieder versucht wird, die Heiligenkalender nach Ländern, Kulturräumen und geistlichen Traditionen in der Kirche (wie Eigenkalender der Ordensgemeinschaften) zu pluralisieren. So gibt es den Regionalkalender für das deutsche Sprachgebiet, der die Heiligenverehrung in den katholischen Gottesdiensten in Deutschland, Österreich, der Schweiz und den Bistümern Luxemburg und Bozen-Brixen regelt.

## Heiligenkalender, Gedenktage und Feste der Heiligen
Der Heiligenkalender enthält die Gedenktage der Heiligen im Kirchenjahr der katholischen Kirche. Als Datum des Heiligengedenkens gilt in der Regel der Todestag des Heiligen, sozusagen als Geburtstag im Himmel; nur bei Johannes der Täufer und der Gottesmutter führt der Heiligenkalender sowohl den Geburts- wie den Todestag auf. Von ihrem Ursprung her ist die liturgische Heiligenverehrung als christlicher Totenkult zu verstehen.
Heiligenkalender gibt es auch in den orthodoxen Kirchen, bei den Anglikanern und auch bei einigen reformatorischen Kirchen (evangelischer Namenkalender). Altritualisten innerhalb dieser Kirchen verwenden in der Regel zusammen mit der älteren Form ihrer Liturgie auch eine entsprechend ältere Version des Heiligenkalenders.
Die Gedenktage der Heiligen werden von denen, die auf den Heiligen oder das Festgeheimnis des betreffenden Tages getauft wurden, auch als Namenstag gefeiert. Früher war es auch verbreitet üblich, den Tagesheiligen des Geburts- oder Tauftages als Namensgeber zu wählen; Martin Luther zum Beispiel wurde am Tag nach seiner Geburt getauft und daher nach Martin von Tours (11. November) benannt.
Einige dieser Gedenktage gelten als Lostage, vielen anderen hat der Volksmund – häufig in Reimform – Bauernregeln zugeordnet, die Voraussagen über die Witterungsentwicklung und oftmals deren Auswirkungen auf die Landwirtschaft wiedergeben. So lautet beispielsweise die Bauernregel für den Martinstag am 11. November: „Ist Martini klar und rein, bricht der Winter bald herein.“

### Januar
01. Januar – Hochfest der Gottesmutter Maria
02. Januar – Basilius von Caesarea, Gregor von Nazianz, Adalhard
03. Januar – Zdislava (Dominikaner), Genoveva von Paris, Odilo von Cluny, Adela von Pfalzel, Telemachus
04. Januar – Oringa Menabuoi auch Christiane von Lucca genannt, Angelika von Foligno, Elisabeth Anna Bayley Seton
05. Januar – Eduard der Bekenner, Aemiliana (Emilie), Johannes Nepomuk Neumann; Roger von Todi, Rafaela Porras y Ayllón
06. Januar – Makarius der Schotte
07. Januar – Raimund von Peñafort
08. Januar – Severin von Noricum
09. Januar – Peter von Sebaste
10. Januar – Paulus von Theben, Leonie Aviat, Gregor X., Agatho, Wilhelm von Donjeon, Pietro Orseolo
11. Januar – Theodosius, Thomas von Cori, Hyginus, Paulinus von Aquileja
12. Januar – Bernardo da Corleone
13. Januar – Hilarius von Poitiers, Mungo von Glasgow
14. Januar – Felix von Nola
15. Januar – Arnold Janssen, Maurus, Habakuk
17. Januar – Antonius der Große
18. Januar – Odilo von Bayern
19. Januar – Heinrich von Uppsala
20. Januar – Fabianus, Sebastian
21. Januar – Agnes von Rom, Epiphanius von Pavia
22. Januar – Vinzenz Pallotti, Vinzenz von Saragossa
23. Januar – Emerentiana, Hartmut von St. Gallen, Heinrich Seuse, Ildefons von Toledo, Lüfthildis, sel. Nikolaus Groß, Eugen Bolz, Wido von Adwert
24. Januar – Franz von Sales
25. Januar – Heinrich Seuse
26. Januar – Titus und Timotheus
27. Januar – Angela Merici
28. Januar – Thomas von Aquin, Irmund von Jülich
30. Januar – Bathilde, Maria Ward, Martina
31. Januar – Aidán von Ferns, Johannes Bosco

### Februar
01. Februar – Brigida von Kildare
03. Februar – Blasius von Sebaste, Ansgar
04. Februar – Rabanus Maurus, Isidor von Pelusium
05. Februar – Adelheid von Vilich, Agatha von Catania
06. Februar – Paul Miki und Gefährten
07. Februar – Richard von Wessex, sel Petro Werhun
08. Februar – Hieronymus Ämiliani
09. Februar – Apollonia
10. Februar – Scholastika von Nursia
14. Februar – Kyrill von Saloniki, Method von Saloniki, Valentin von Terni
16. Februar – Juliana von Nikomedien
19. Februar – Barbatus von Benevent
22. Februar – Kathedra Petri
23. Februar – Polykarp von Smyrna
24. Februar – Matthias
25. Februar – Walburga
27. Februar – Markward von Prüm

### März
01. März – Suitbert
02. März – Agnes von Böhmen
03. März – Anselm von Nonantola
06. März – Fridolin von Säckingen
07. März – Perpetua und Felicitas, Volker von Segeberg
09. März – Bruno von Querfurt, Franziska von Rom, Domenico Savio
11. März – Johannes Baptist Righi
14. März – Mathilde
15. März – Klemens Maria Hofbauer
16. März – Heribert von Köln
17. März – Patrick von Irland, Gertrud von Nivelles
18. März – Kyrill von Jerusalem
19. März – Josef, Bräutigam der Gottesmutter Maria
21. März – Benedikt von Nursia
24. März – Katharina von Schweden
25. März – Dismas
26. März – Liudger, Kastulus
29. März – Berthold von Kalabrien
31. März – Guido von Pomposa

### April
03. April – Richard von Chichester
04. April – Isidor von Sevilla, Benedikt der Mohr
05. April – Maria Creszentia Höss, Vinzenz Ferrer, Juliana von Lüttich
07. April – Johann Baptist de la Salle
08. April – Walter von Pontoise, Beate
09. April – Waltraud von Mons
10. April – Eberwin von Helfenstein
11. April – Stanislaus von Krakau
12. April – Julius I.
14. April – Tiburtius von Rom
16. April – Bernadette Soubirous
17. April – Kateri Tekakwitha
20. April – Hildegunde von Schönau
21. April – Anselm von Canterbury, Konrad von Parzham
22. April – Agapitus I.
23. April – Georg, Adalbert von Prag, Ibar von Beggerin
24. April – Robert von Turlande, Fidelis von Sigmaringen
25. April – Markus, der Evangelist, Anianus von Alexandria
26. April – Johannes von Valence, Cletus
27. April – Petrus Armengol, In Deutschland: Petrus Canisius
28. April – Pierre Chanel
29. April – Katharina von Siena, Hugo von Cluny
30. April – Pius V., Josef Benedikt Cottolengo
30. April – Quirinus von Neuss (Rom)

### Mai
01. Mai – Josef der Arbeiter
02. Mai – Athanasius der Große, Wiborada
03. Mai – Philippus und Jakobus (Gleichsetzung mit Jakobus dem Gerechten)
04. Mai – Florian, Guido von Pomposa
05. Mai – Godehard von Hildesheim
10. Mai – Damian de Veuster, Gordianus und Epimachus
11. Mai – Mamertus
12. Mai – Pankratius, Álvaro del Portillo
13. Mai – Servatius
14. Mai – Bonifatius von Tarsus
15. Mai – Sophia von Rom
16. Mai – Honorius von Amiens, Johannes Nepomuk
19. Mai – Alkuin, Maria Bernarda Bütler
21. Mai – Konstantin, Eugen von Mazenod, Hermann Joseph von Steinfeld
22. Mai – Julia von Korsika
24. Mai – Königin Ester
25. Mai – Beda, der Ehrwürdige, Sara, die Dienerin, Urban I., Maria Magdalena von Pazzi
26. Mai – Philipp Neri
30. Mai – Jeanne d’Arc, Zdislava
31. Mai – Petronilla
Sonntag nach Fronleichnam – sel. Gezelinus von Schlebusch

### Juni
01. Juni – Simeon von Trier, Fortunatus von Todi
05. Juni – Bonifatius, Adalar
06. Juni – Norbert von Xanten, Kevin von Glendalough
07. Juni – Robert of Newminster
08. Juni – Medardus
09. Juni – Columban von Iona
12. Juni – Odulf von Utrecht, Basilides und Gefährten
13. Juni – Antonius von Padua
14. Juni – Elischa
15. Juni – Vitus
16. Juni – Benno von Meißen
18. Juni – Potentinus mit seinen Söhnen Felicius und Simplicius
19. Juni – Romuald
21. Juni – Aloisius von Gonzaga
22. Juni – Thomas Morus, Aaron von Caerleon
24. Juni – Geburt Johannes’ des Täufers
26. Juni – Josemaría Escrivá
27. Juni – Kyrill von Alexandria, Hemma von Gurk
28. Juni – Irenäus von Lyon
29. Juni – Petrus und Paulus
30. Juni – Otto von Bamberg

### Juli
01. Juli – Theoderich von Reims
02. Juli – Peter von Luxemburg
03. Juli – Thomas (Apostel), Leo II.
04. Juli – Ulrich von Augsburg, Elisabeth von Portugal
05. Juli – Antonio Maria Zaccaria
06. Juli – Maria Goretti, Goar
07. Juli – Hedda von Wessex
08. Juli – Kilian
10. Juli – Olav, Erik und Knud, Alexander von Rom
11. Juli – Benedikt von Nursia, Oliver Plunkett
12. Juli – Ansbald von Prüm, Johannes Gualbertus
13. Juli – Sara die Einsiedlerin, Heinrich und Kunigunde und Clelia Barbieri
15. Juli – Bonaventura von Bagnoregio, Rosalia
16. Juli – Maria Magdalena Postel
17. Juli – Charlotte Thouret
18. Juli – Arnold von Arnoldsweiler, Arnulf von Metz, Friedrich I. von Utrecht
20. Juli – Elija
22. Juli – Maria Magdalena
23. Juli – Birgitta von Schweden
24. Juli – Christophorus, Christina von Bolsena, Christina die Wunderbare, Scharbel Machluf
25. Juli – Jakobus der Ältere
26. Juli – Anna, Mutter der Gottesmutter Maria, Joachim, Vater der Gottesmutter Maria
27. Juli – Berthold von Garsten
28. Juli – Timon
29. Juli – Martha von Bethanien, Maria von Bethanien und Lazarus von Bethanien, Beatrix von Rom, Olav
30. Juli – Abdon und Sennen
31. Juli – Ignatius von Loyola

### August
03. August – Lydia
04. August – Jean-Marie Vianney (der Pfarrer von Ars), Vitalis und Agricola
05. August – Oswald (Northumbria)
07. August – Afra von Augsburg, Albertus Siculus
08. August – Dominikus, Cyriacus, Severus von Vienne
09. August – Teresia Benedicta vom Kreuz (Edith Stein), Romanus von Rom
10. August – Laurentius von Rom
11. August – Klara von Assisi, Susanna von Rom
12. August – Johanna Franziska von Chantal
13. August – Kassian
14. August – Maximilian Kolbe
15. August – Mariä Aufnahme in den Himmel, Arnulf von Soissons
16. August – Stephan I.
17. August – Altfrid
18. August – Helena, Florus und Laurus
19. August – Sebaldus von Nürnberg
20. August – Bernhard von Clairvaux
21. August – Pius X.
23. August – Rosa von Lima, Kallinikos I.
24. August – Apostel Bartholomäus
25. August – Ludwig IX., Mirjam von Abellin
26. August – Johanna Elisabeth Bichier des Ages
27. August – Monika (die Mutter des hl Augustinus)
28. August – Augustinus von Hippo
29. August – Enthauptung Johannes’ des Täufers, Sabina
30. August – Felix
31. August – Nikodemus

### September
01. September – Ägidius, Josua
02. September – Ingrid Elovsdotter
03. September – Gregor der Große
04. September – Rosalia
06. September – Magnus von Füssen
07. September – Ralph Corbie, Regina
08. September – Mariä Geburt
09. September – Petrus Claver
12. September – Mariä Namen
13. September – Johannes Chrysostomos
15. September – Oranna, Katharina von Genua
16. September – Cornelius
17. September – Hildegard von Bingen
19. September – Arnulf von Gap
20. September – Andreas Kim Taegon, Paul Chong Hasang und Gefährten
21. September – Matthäus, Jona
22. September – Mauritius, Otto von Freising
23. September – Pio von Pietrelcina, Linus, Elisabeth (die Mutter Johannes’ des Täufers)
25. September – Niklaus von Flüe, Firmin der Ältere von Amiens
26. September – Paul VI.
27. September – Vinzenz von Paul, Hiltrud von Lissies
28. September – Lioba von Tauberbischofsheim, Bernhardin von Feltre
29. September – Michael, Raphael und Gabriel
30. September – Hieronymus

### Oktober
01. Oktober – Therese von Lisieux
02. Oktober – heilige Schutzengel
03. Oktober – Dionysios der Areopagit
04. Oktober – Franz von Assisi
05. Oktober – Maria Faustyna Kowalska, Placidus von Subiaco, Termelines (Timerlin)
06. Oktober – Bruno
07. Oktober – Justina von Padua
08. Oktober – Birgitta von Schweden im Kalender der außerordentlichen Form des römischen Ritus
09. Oktober – Dionysius (Denis) von Paris
11. Oktober – Johannes XXIII.
12. Oktober – Maximilian vom Pongau
13. Oktober – Koloman
14. Oktober – Burkard von Würzburg
15. Oktober – Teresa von Ávila, Thekla von Kitzingen
16. Oktober – Margareta Maria Alacoque, Gallus
17. Oktober – Ignatius von Antiochien
18. Oktober – Lukas, der Evangelist
19. Oktober – Jean de Brébeuf, Isaak Jogues und Gefährten
20. Oktober – Wendelin
21. Oktober – John of Bridlington, Ursula von Köln
22. Oktober – Johannes Paul II.
23. Oktober – Jakobus der Gerechte, Severin von Köln
24. Oktober – Antonius Maria Claret, Everigisil
25. Oktober – Crispinus und Crispinianus
26. Oktober – Wigand von Waldsassen
27. Oktober – Gaudiosus von Neapel
28. Oktober – Judas Thaddäus, Simon Zelotes
29. Oktober – Berengar von Vornbach
30. Oktober – Bernhard Schwentner
31. Oktober – Wolfgang von Regensburg

### November
01. November – Allerheiligen
03. November – Hubertus, Pirminius, Malachias
04. November – Karl Borromäus
05. November – sel. Bernhard Lichtenberg
06. November – Leonhard von Limoges
07. November – Ernst von Neresheim, Willibrord
08. November – Willehad, alle Märtyrer des Erzbistums Berlin
09. November – Theodor Stratelates
10. November – Leo der Große
11. November – Martin von Tours (Martini), Theodor Studites
12. November – Kunibert von Köln
13. November – Stanislaus Kostka, Brictius von Tours, Didakus
15. November – Albert der Große, Leopold von Österreich
16. November – Eucherius von Lyon
17. November – Gertrud von Helfta, Gregor von Tours, Hilda von Whitby
19. November – Elisabeth von Thüringen
20. November – Bernward von Hildesheim
22. November – Cäcilia, Philemon und sel. Salvatore Lilli
23. November – Clemens von Rom, Kolumban von Luxeuil
25. November – Katharina von Alexandrien
26. November – Stylian, Konrad von Konstanz
27. November – Josaphat von Indien
30. November – Andreas

### Dezember
01. Dezember – Blanka von Kastilien, Eligius
02. Dezember – Bibiana
03. Dezember – Franz Xaver
04. Dezember – Barbara von Nikomedien, Anno II. von Köln, Christian von Oliva
06. Dezember – Sankt Nikolaus, Henrika und Gefährtinnen
07. Dezember – Ambrosius von Mailand
08. Dezember – Johannes von Damaskus
09. Dezember – Pierre Fourier
12. Dezember – Vizelin von Oldenburg
13. Dezember – Lucia von Syrakus, Odilia
14. Dezember – Berthold von Regensburg
16. Dezember – Ado von Vienne
17. Dezember – Sturmius, Ignatius von Antiochia, Olympias von Konstantinopel
21. Dezember – Thomas (Apostel) (alter ökumenischer und aktueller evangelischer Gedenktag, in der römisch-katholischen Kirche jetzt am 3. Juli)
24. Dezember – Tarsilla, Delphin, Adam und Eva
26. Dezember – Stephanus
27. Dezember – Apostel Johannes
29. Dezember – Lothar I., Thomas Becket
31. Dezember – Silvester I., Catherine Labouré, Melania die Ältere

## Zusammensetzung des Heiligenkalenders
Bei der Kalenderreform nach dem Zweiten Vatikanischen Konzil entfielen über 30 Namen, deren Historizität nicht eindeutig war. Die zahlenmäßig stärkste Gruppe der Heiligen stellen die Märtyrer dar. Abgesehen von den Märtyrern bilden Angehörige des Klerus und des Ordensstandes den weitaus größten Teil der aufgenommenen Namen. Der Liturgiewissenschaftler Hansjörg Auf der Maur kritisiert, dass sich darin „das Konzept einer einseitig hierarchisch und durch die Institution geprägten Kirche“ spiegele; zudem sei es Zeichen einer „klerikal männlich organisierten Kirche“, dass einer Vielzahl männlicher Heiliger nur 30 Frauen gegenüberstünden. Im Heiligenkalender erscheine zudem keine Gestalt der alttestamentlichen Heilsgeschichte. Außerdem spiegele der Heiligenkalender von 1970 das Bild einer eurozentrierten Kirche: 123 Heiligen aus Europa (darunter 25 aus Rom und 37 aus Italien) stehen 8 Afrikaner, 14 Asiaten und 5 Amerikaner und Ozeanier gegenüber.